# Бестолковый вомбат
Бестолковый вомбат (укр. Безтолковий вомбат) — мультфильм Сергея Кушнерова, снятый в 1990 году студией «Укранимафильм» по мотивам сказки The Muddle-Headed Wombat австралийской писательницы Рут Парк (в титрах указана как Рут Спарк). 
Мультфильм участвовал в международном анимационном фестивале КРОК в 1991 году.

## Сюжет
Жил себе забавный зверек Вомбат и хотелось ему больше всего на свете найти друзей, но от него все убегали и прятались. Скучно Вомбату и одиноко, но вдруг навстречу понеслись разные звери, они убегали от охотников. Браконьеры громко кричали и стреляли во все стороны. Машина охотников врезалась в Вомбата, перевернулась и улетела очень далеко.
Поскучневший было Вомбат обнаружил крошечную Мышь, которая сидела на земле и плакала. Радости героя не было предела, ведь теперь можно подружиться с кем-то незнакомым. Мышь поддержала эту идею и подарила ему дудочку. Пытаясь на ней поиграть, Вомбат проглотил подарок и начал дышать музыкой.
Приключения друзей продолжились в большом и шумном городе. Там они веселили народ и зарабатывали на велосипед. Мимо проходили те самые браконьеры. Один из них обратил на Вомбата внимание полицейского. Вомбат начал убегать, полицейский уцепился за Вомбата, браконьеры схватились за полицейского, и они все вместе прибежали в полицейский участок. Там браконьеров арестовали, а мышь заплатила за бродячего кота штраф, а потом накормила его колбасой. Так они нашли нового друга и пошли навстречу новым приключениям.

## Критика
«Бестолковый вомбат» — первый мультфильм, выпущенный студией Укранимафильм. Его хвалят за бойкий современный сюжет, смешных героев и диалоги. Фильм часто включают в различные топы лучших украинских мультфильмов.
Сценарий и стиль съемки является переделкой мультфильма "Крылья, Ноги и хвосты" Татарского.

## Роли озвучивали
- Наталья Рожкова — мышь/второстепенные герои
- Валерий Чигляев — Вомбат/кот/браконьеры/второстепенные герои

## Над фильмом работали
| автор сценария            | Т. Власова                                                                    |
| кинорежиссёр              | Сергей Кушнеров                                                               |
| художник-постановщик      | Наталья Чернышёва                                                             |
| композитор                | Владимир Быстряков                                                            |
| кинооператор              | Ирина Сергеева                                                                |
| звукооператор             | Израиль Мойжес                                                                |
| художники-мультипликаторы | Сергей Кушнеров, М. Королёва, Марина Медведь                                  |
| ассистенты                | Л. Кучерова, Елена Дёмкина, Наталья Северина, Татьяна Черни, Ярослава Руденко |
| монтажёр                  | Лидии Мокроусовой                                                             |
| редактор                  | Светлана Куценко                                                              |
| директор съёмочной группы | С. Лещенко                                                                    |